# Elena Cotiga
Elena Cotiga (Fergana, 28 gennaio 1975) è un'ex cestista moldava.

## Carriera
Con la Moldavia ha disputato i Campionati europei del 1995.